# Pharacocerus sessor
Pharacocerus sessor là một loài nhện trong họ Salticidae.
Loài này thuộc chi Pharacocerus. Pharacocerus sessor được Eugène Simon miêu tả năm 1902.